# Ellipteroides (Protogonomyia) thiorhopalus
Ellipteroides (Protogonomyia) thiorhopalus is een tweevleugelige uit de familie steltmuggen (Limoniidae). De soort komt voor in het Oriëntaals gebied.